# Cu Čchung-č’
Cu Čchung-č’ (čínsky pchin-jinem Zu Chongzhi, znaky zjednodušené 祖冲之, tradiční 祖沖之, 429–500), zdvořilostním jménem Wen-jüan (čínsky pchin-jinem Wenyuan, znaky zjednodušené 文远, tradiční 文遠) byl čínský matematik a astronom za éry dynastií Liou Sung a Jižní Čchi.

## Život a dílo
Jeho předci pocházeli z oblasti moderního Pao-tingu v Che-peji. Jeho dědeček Cu Čchang (čínsky pchin-jinem Zu Chang, znaky 祖昌) se s mnoha jinými přestěhoval na jih k Jang-c’-ťiangu na útěku před válkami za dynastie Ťin. U dvora dynastie Liou Sung pak sloužil ve vysokém postavení a u dvora sloužil i jeho syn, Cu Čchung-č’ův otec. Sám Cu Čchung-č’ se narodil v Ťien-kchangu (na území moderního Nankingu). V matematice i astronomii byl vzděláván od dětství.

### Astronomické objevy
- S vědomím precese zemské osy spočítal délku platónského roku na přibližně 16530 let (ve skutečnosti 25 725 let).
- Spočítal délku drakonického měsíce na 27,21223 (ve skutečnosti 27,21222) a pomocí ní v letech 436–459 čtyřikrát správně předpověděl zákryt Země, Měsíce a Slunce.
- Spočítal dobu oběhu Jupiteru na 11,858 let (ve skutečnosti 11,862).
- Spočítal délku zemského roku na 365,24281481 dne (ve skutečnosti 365,24219878).

### Matematické objevy
- Našel velice přesné vyjádření čísla pí jako zlomku 355/113, znal i vyjádření zlomkem 22/7. Přesnější výpočet se mu povedl tak, že aproximoval kružnici mnohoúhelníkem o 24 576 ({\displaystyle =2^{13}\cdot 3}) stranách.